# Blødning
Blødning er betegnelsen for det fænomen at blodet forlader blodbanen, oftest gennem en læsion af et blodkar. Hvis blodet forlader kroppen kaldes blødningen ekstern, mens en blødning hvor blodet forlader blodbanen, men forbliver i kroppen kaldes intern. Alle vedvarende eller voldsomme blødninger kan føre til stort blodtab, der kan ende i hypovolæmisk shock, der kan være dødeligt. Den proces, kroppen anvender til at standse en blødning, kaldes hæmostase.
Flere artikler omhandler blødninger:
- Gastrointestinal blødning er en blødning i mave-tarm-kanalen.
- Hjerneblødning betegner et bristet blodkar i hjernen.
- Hæmatom er en lokal ansamling af blod, typisk i muskelvæv eller under huden.
- Kønsmodne kvinder har periodiske vaginale blødninger kaldet menstruation.
- Næseblod er en blødning fra næsens slimhinde.
- Subaraknoidal blødning er en blødning under hjernehinden araknoidea.

Blødninger kan også være et symptom på flere forskellige sygdomme eller skader:
- Angiodysplasi giver ofte blødninger fra mave-tarm-kanalen.
- Apopleksi er en tilstand hvor dele af hjernen ikke får tilstrækkeligt ilt. Den kan skyldes enten en blodprop eller mindre blødning i hjernen.
- En fraktur på kraniets underside kan medføre en blødning, der giver et særligt hæmatom omkring øjnene, kaldet brillehæmatom.
- En stor fysisk anstrengelse, for eksempel i forbindelse med sportsudøvelse, kan medføre en lokal blødning i en muskel, kaldet en fibersprængning.
- Sygdommen hæmofili kaldes blødersygdom. I Danmark findes en forening for patienter med sygdommen, Danmarks Bløderforening.
- Et af de første symptomer på hæmorider er små blødninger fra endetarmen.
- Mavesår er betegnelsen for en lille, men vedvarende blødning i maven.
- Skørbug gør karvæggen skør, så den lettere brister.